# Plaza de Mayo
Plaza de Mayo (španska izgovarjava: [ˈplasa ðe ˈmaʝo]; dobesedno Majski trg) je mestni in glavni trg v centru Buenos Airesa v Argentini. Nastal je leta 1884 po rušenju stavbe Recova, ki je združevala mestni Plaza Mayor in Plaza de Armas, do takrat znani kot Plaza de la Victoria oziroma Plaza 25 de Mayo. Središče Buenos Airesa, Plaza de Mayo, je bilo prizorišče najpomembnejših dogodkov v argentinski zgodovini in največjih demonstracij v državi. Ob prvi obletnici majske revolucije leta 1811 so v središču trga slovesno odprli Pirámide de Mayo (Majska piramida), ki je postala prvi državni spomenik v Buenos Airesu.
Leži v finančnem okrožju, znanem kot mikrocentro, v barrio (okrožju) Monserrat. Omejujejo ga ulice Bolívar, Hipólito Yrigoyen, Balcarce in Avenida Rivadavia; in na njegovi zahodni strani se rodijo tri pomembne poti: Avenida Presidente Julio Argentino Roca, Avenida Roque Sáenz Peña in Avenida de Mayo. V okolici trga je več pomembnih spomenikov in zanimivosti: Cabildo, Casa Rosada (sedež argentinskega predsednika), Metropolitanska stolnica, mestna hiša in sedež Narodne banke Argentine. Pod njenimi zemljišči so podzemne postaje metroja Plaza de Mayo (proga A), Katedrala (proga D) in Bolívar (proga E).

## Zgodovina
Sodobni trg se je oblikoval leta 1884, ko je bila porušena kolonada, ki je ločevala Plaza de la Victoria in Plaza del Fuerte. Njegov izvor pa je mogoče izslediti do ustanovitve Buenos Airesa v leta 1580, Juana de Garayja.
Na novo prispeli v prašno naselje na obrežju so si jezuitski duhovniki leta 1608 zagotovili lastninsko pravico na velikem delu parcele (4,9 hektarja), na kateri so bili opuščeni Garajevi prejšnji načrti za osrednji trg. Leta 1661 je lokalni guverner vzhodno polovico kupil za vključitev v novo mestno utrdbo; ta odsek je kmalu postal Plaza de Armas.
Po več kot stoletju prekomerne uporabe in zanemarjanja je lokalna kolonialna vlada skušala postaviti videz trga tako, da je čezenj od severa proti jugu zgradila kolonado. Dograjena leta 1804, je romanska zgradba postala tržnica, zahodno od stebrišča pa Plaza de la Victoria.
Območje se je med tema dvema trgoma nadaljevalo do leta 1883 in z le manjšimi spremembami v krajinskem oblikovanju, med katerimi je bil glavni dodatek Pirámide de Mayo leta 1811, spomenik, postavljen v spomin na novo neodvisno Provinco Rio de la Plata. Tistega leta pa je župan Torcuato de Alvear ukazal, da se prostor posodobi, kar je povzročilo rušenje kolonade in oblikovanje sodobnega Plaza de Mayo.
- Prisega ustave v Buenos Airesa, 1854.
- Stare kolonade, 1864.
- Trg leta 1867.
- Stolnica in Pirámide de Mayo, ok. 1880.
- Majsko praznovanje, 1899.
- Praznovanje majske revolucije, 1910.
- Redko sneženje v Buenos Airesu na Plaza de Mayo, 1918.

## Okolica
| Vzhodna stran |  |  |  |             |  |
| Severna stran |  |  |  | Južna stran |  |
|               |  |  |  |             |  |
|               |  |  |  |             |  |
|               |  |  |  |             |  |
|               |  |  |  |             |  |
| Zahodna stran |  |  |  |             |  |

## Politični pomen
Plaza de Mayo je bil vedno središče političnega življenja v Buenos Airesu. Njegovo sedanje ime spominja na majsko revolucijo leta 1810, ki je leta 1816 začela postopek za neodvisnost države od Španije.
The Plaza de Mayo has always been the focal point of political life in Buenos Aires. Its current name commemorates the May Revolution of 1810, which started the process towards the country's independence from Spain in 1816.
- Znamenita peronistična demonstracija 17. oktobra 1945, znana kot Dan zvestobe
- Bombardiranje Plaza de Mayo, 16. junija 1955
- Drugi "Pohod odpora" mater s Plaza de Mayo, 9. decembra 1982

### Od 1940-ih – 1960-ih
17. oktobra 1945 so množične demonstracije na Plaza de Mayo, ki jih je organizirala zveza sindikatov CGT, prisilile izpustitev iz zapora [Juan Perón|[Juana Dominga Peróna]], ki je kasneje postal predsednik Argentine; v njegovem mandatu se je peronistično gibanje vsakega 17. oktobra zbiralo na Plaza de Mayo, da bi izrazilo podporo svojemu vodji (in 17. oktober je za tradicionalne peroniste še vedno dan zvestobe). Številni drugi predsedniki, tako demokratični kot vojaški, so tudi pozdravili ljudi na Plazi z balkona Casa Rosada.
V poskusu strmoglavljenja predsednika Peróna je bil trg bombardiran med enim od številnih shodov populističnega voditelja 16. junija 1955, pri čemer je bilo ubitih 364 ljudi.

### Od 1970-ih – danes
Leta kasneje, leta 1974, je Perón, takrat že tretjič, s trga izgnal člane Montonerosa, oborožene organizacije skrajne levice, ki je prispevala k vrnitvi ostarelega voditelja iz izgnanstva prejšnje leto in je od takrat zahtevala vpliv znotraj nacionalne vlade. Končni nastop Peróna na trgu 12. junija je zaznamoval strm prelom s skrajno levico, kar je privedlo do dveh let nasilja in represije ter na koncu do državnega udara.
Množica se je ponovno zbrala 2. aprila 1982, nato pa večkrat pozdravila de facto predsednika Leopolda Galtierija zaradi invazije Argentine na Falklandske otoke, ki je sprožila falklandsko vojno (špansko Guerra de las Malvinas / Guerra del Atlántico Sur).
Na trgu se od leta 1977 zbirajo matere Plaza de Mayo z znaki in slikami desaparecidos, njihovih izginulih otrok, ki so v umazani vojni argentinske vojske med nacionalnim procesom reorganizacije prisilno izginili. Ljudje, za katere menijo, da podpirajo subverzivne dejavnosti (ki bi vključevale izražanje levičarskih idej ali kakršno koli povezavo s temi ljudmi, pa naj bodo še tako okrnjeni), bi bili nezakonito pridržani, podvrženi zlorabam in mučenju in na koncu umorjeni na skrivaj. Matere s Plaza de Mayo so izkoristile simbolni pomen trga, da so javnosti odprle oči za to, kaj počne vojaški režim.
Protesti so se nadaljevali, zadnji pa so bili največji med nemiri decembra 2001, ko je policija med neredi okoli Plaza de Mayo ubila pet protestnikov in več drugih ranila.

## Danes
Danes je Plaza de Mayo še vedno nepogrešljiva turistična atrakcija za tiste, ki obiščejo Buenos Aires. Okoli trga je več glavnih mestnih znamenitosti.